# Robert Bineau
Pour les articles homonymes, voir Bineau.
Robert Bineau, né le 11 janvier 1914 à Vasles et décédé le 18 novembre 2011 à Menton, est un officier français de la Seconde Guerre mondiale, compagnon de la Libération.

## Biographie
Né dans une famille de cultivateurs des Deux-Sèvres, Robert Bineau termine son service militaire comme maréchal des logis. Commis du Trésor dans la vie civile, il est mobilisé en 1939 dans le 103e régiment d'artillerie lourde, le régiment de son service militaire, et fait la campagne de Belgique. Il est blessé à l'œil droit le 1er juin 1940 lors de l'évacuation de Dunkerque. Dans l'hôpital anglais où il est soigné, il prend connaissance de l'appel du 18 juin du général de Gaulle et s'engage dès sa sortie de l'hôpital, le 1er juillet, dans les Forces françaises libres. Il sert d'abord à la batterie côtière de Pointe-Noire puis participe aux travaux de défense de Fort-Lamy sous les ordres du colonel Leclerc.
En mai 1942, il rejoint à Bir-Hakeim le 1er régiment d'artillerie de la 1re division française libre. Après les combats d'El Alamein, il est admis au peloton d'élèves aspirants de Gambut. Il prend part ensuite avec le 1er régiment d'artillerie coloniale aux combats de Libye et de Tunisie.
Pendant la campagne d'Italie de 1944, il s'illustre à plusieurs reprises, en particulier au cours d'une attaque sur le rio Forma Quesa, et est de nouveau blessé le 12 juin 1944 à la jambe.
Il participe au débarquement de Provence, combat à la trouée de Belfort puis en janvier 1945 à Strasbourg et en avril 1945 dans les Alpes où il remplace son commandant d'unité blessé. Il est lieutenant à la fin de la guerre.
Après la guerre, il reprend ses fonctions civiles, est percepteur puis trésorier principal en 1965, et syndicaliste au sein de Force ouvrière. Il prend sa retraite en 1977. Il a été premier adjoint de la ville de Menton (municipalité Aubert). Il meurt à l'âge de 97 ans en novembre 2011. Les honneurs militaires lui ont été rendus le 17 novembre 2011 à Menton.

## Décorations
- Commandeur de la Légion d'honneur
- Compagnon de la Libération par décret du 17 novembre 1945[2]
- Croix de guerre 1939–1945 (2 citations)
- Médaille de la Résistance française, avec rosette par décret du 24 avril 1946[3]
- Croix du combattant volontaire de la guerre de 1939–1945
- Médaille coloniale avec agrafes Libye et Tunisie
- Médaille commémorative française de la guerre 1939–1945
- Médaille commémorative des services volontaires dans la France libre
- Silver Star (États-Unis)